# Роллин, Бетти
Бетти Роллин (англ. Betty Rollin, 3 января 1936, Нью-Йорк, Нью-Йорк — 7 ноября 2023, Базель) — американская журналистка и писательница, корреспондент NBC News. Как репортёр она выиграла премии DuPont и Emmy, а также писала репортажи для PBS. Она также написала два произведения в жанре мемуаров: «Сначала ты плачешь» о своём опыте борьбы с раком груди, и «Последнее желание» о том, как её мать страдает неизлечимым раком и она помогает ей умереть в результате ассистированного суицида.

## Биография
Роллин родилась в Нью-Йорке в 1936 году. Она была выпускницей Филдстонской школы этической культуры и колледжа Сары Лоуренс, где была одноклассницей Йоко Оно, об этом Оно упомянула в шоу Дика Каветта. 
Первым интересом Роллин было актёрское мастерство; она училась у Сэнфорда Майснера и Ли Страсберга и некоторое время работала в театре. Однако вскоре вместо этого она продолжила карьеру журналиста. Она писала для Vogue в середине 1960-х и для Look с 1966 года до его закрытия в 1971 году. После этого она начала карьеру тележурналистки, работая на NBC News с начала 1970-х по 1982 год и на ABC News с 1982 по 1984 год. Она также более десяти лет сотрудничала с передачей PBS «Religion and Ethics NewsWeekly».

## Книги

### Сначала ты плачешь
Впервые у Роллин диагностировали рак груди в 1975 году, а затем в 1984 году, каждый раз из-за этой болезни она теряла грудь. Роллин публично обсуждала свой рак и написала об этом в книге «Сначала ты плачешь», чтобы повысить осведомлённость общественности и поддержать других, столкнувшихся с этим заболеванием. По «Сначала ты плачешь» был снят телефильм с Мэри Тайлер Мур в роли Б. Роллин.

### Последнее желание
У матери Роллин Иды был диагностирован неизлечимый рак яичников в 1981 году, и Роллин помогла своей матери покончить с собой в 1983 году. Об этом она рассказала в своей книге «Последнее желание», опубликованной в 1985 году и переизданной в 1998 году. Один критик назвал книгу «документом личного сострадания и общественной важности». Книга была издана в 19 странах, а в 1992 году по ней был снят телефильм с Пэтти Дьюк в роли Роллин и Морин Стэплтон в роли её матери. 
После публикации книги Роллин принимала активное участие в движении «Достойная смерть» и входил в консультативный совет организации «Сострадание и выбор».

## Личная жизнь и смерть
Роллин жила со своим мужем, математиком Гарольдом Эдвардсом, на Манхэттене до его смерти в 2020 году. У них не было детей. Здоровье Роллин ухудшилось после смерти её мужа, и она умерла в результате ассистированного самоубийства в Швейцарской ассоциации Pegasos в Базеле 14 ноября 2023 года в возрасте 87 лет.

## Книги
- I Thee Wed (1961)[2]
- Mothers Are Funnier Than Children (1964)[2]
- First, You Cry (1976) ISBN 0-06-095630-5
- Last Wish (1985) ISBN 1-891620-01-0
- Am I Getting Paid for This?: A Romance About Work  (1986) ISBN 0-451-14442-2
- Here's the Bright Side: Of Failure, Fear, Cancer, Divorce, and Other Bum Raps (2007) ISBN 978-1-4000-6565-3